# Fototeca di Sardegna
La Fototeca di Sardegna è un archivio storico fotografico di proprietà della Biblioteca di Sardegna, con sede a Cargeghe, in provincia di Sassari.

## Origini
Il Fondo è stato istituito nel 2008 allo scopo di recuperare, a fini storici, archivistici e pedagogici, la memoria storica dell'Isola attraverso la raccolta, tutela, valorizzazione e promozione del proprio patrimonio di immagini d'epoca. 

## Contenuto
L'Archivio ospita attualmente oltre 200.000 fotografie inerenti al periodo intercorrente tra la seconda metà dell’Ottocento e gli anni Settanta del Novecento. Immagini relative a luoghi, fatti e persone di 263 comuni dell’Isola (il 70% dei centri isolani), omogenei per provincia ed eterogenei per popolazione (dagli 83 abitanti dell'abitato di Baradili, in provincia di Oristano, ai 60.000 della città di Olbia), e con soggetti tematici di varia umanità, dalla politica all’economia, dalla società al costume, dai riti religiosi e laici alle attività ludiche e ricreative. Le foto, quasi esclusivamente inedite, sono state raccolte dalle disponibilità personali di circa 28.000 famiglie sarde, pari ad oltre il 25% dei nuclei isolani, e sono state acquisite in modalità digitale e accompagnate da una scheda catalografica recante indicazione dell’anno e del luogo di scatto, dei soggetti fisici ritratti, oltre che da aneddoti registrati in sede di testimonianza orale dalla viva voce dei medesimi titolari dei documenti materiali.

## Curatrici
Fin dagli esordi, l'Archivio si è qualificato, caratterizzato e contraddistinto come "progetto in rosa", cioè interamente affidato alla direzione, al coordinamento e alla cura di soli soggetti femminili, sia nelle sue componenti interne sia nelle collaborazioni esterne: oltre 400 i soggetti femminili finora coinvolti.

## Attività
L'archivio ha promosso anche attività collaterali, come la pubblicazione di una collana editoriale che ha superato i 350 titoli in catalogo e le 70.000 foto edite, l'allestimento di oltre 350 mostre documentarie con oltre 120.000 visitatori, e attività didattiche con 75 lezioni finora offerte presso le scuole primarie dell'Isola. 
L'archivio è divenuto nel 2011 anche argomento di tesi specialistica in materia demo-etno-antropologica culturale presso l'Università degli studi di Sassari.
Immagini tratte dall'archivio "Fototeca di Sardegna" sono state pubblicate nel 2014 nel numero monografico "Il Novecento in Italia. Fotostoria di un secolo" edito dalla rivista mensile "Focus Storia". 
Nel 2018 la Biblioteca di Sardegna ha celebrato il decennale della fondazione dell'archivio Fototeca di Sardegna con una mostra itinerante allestita presso i circoli degli emigrati sardi in Brasile e Argentina (nelle città di Buenos Aires, S.M. de Tucuman, Rosario, La Plata, Mar del Plata, Villa Bosch e San Isidro). 
Nel 2019 ha allestito, con la collaborazione dei locali circoli degli emigrati sardi, la mostra "Album of Sardinia" presso l'Assisi Centre di Melbourne in Australia e la mostra "Faces of Sardinia" presso Casa d'Italia a Montreal in Canada. 